# Relações entre Bangladesh e Japão
As relações entre Bangladesh e Japão foram estabelecidas em 11 de fevereiro de 1972. Até 2015, o comércio bilateral anual desses dois países era de US$ 2,3 bilhões.
Bangladesh e Japão historicamente têm sido fortes nações vinculadas. A relação entre o povo bengali e japonês tem séculos de idade. O relacionamento bengali-japonês reflete-se na bandeira dos dois países.
Em uma pesquisa da BBC, 71% dos bengalis tinham uma visão favorável do Japão, fazendo de Bangladesh um dos países mais pró-japoneses do mundo.

## Antecedentes históricos
A relação entre Bangladesh e Japão, que estava com problemas durante o período britânico e a Partição da Índia em 1947, ficou regular em meados de 1950, quando a Missão Consular do Japão (CMJ) em Daca começou a fazer contato com pessoas.

## Embaixadas
Em 11 de fevereiro de 1972, Bangladesh abriu uma embaixada em Tóquio, e o Japão abriu uma embaixada em Bangladesh. A Embaixada do Japão em Bangladesh está localizada em 5 e 7, Dutabash Road, Baridhara, Daca, que está aberto desde o início dos anos 90.

## Comércio e investimento
O Japão foi o 7º maior mercado de exportação de Bangladesh em 2015, as importações do Bangladesh representam 0,17% de todas as importações japonesas. As importações comuns de Bangladesh para o Japão incluem têxteis, artigos de couro e camarão. Em 2004, o Japão se tornou a quarta maior fonte de investimento estrangeiro direto de Bangladesh, atrás dos Estados Unidos, Reino Unido e Malásia. O Japão também é uma fonte significativa de ajuda ao desenvolvimento para Bangladesh.
Os objetivos políticos do Japão em seu relacionamento com Bangladesh incluem obter apoio para sua tentativa de ingressar no Conselho de Segurança das Nações Unidas e garantir mercados para seus produtos acabados.
Em 2001, havia cerca de 9.500 bengalis no Japão. O Japão reconheceu a República Popular do Bangladesh em 10 de fevereiro de 1972, logo após sua independência. Ambas as partes celebraram trinta anos de relações em 2002.
Sete japoneses morreram no Atentado de Daca de 2016 por militantes islâmicos. O primeiro-ministro japonês, Shinzō Abe, disse: "Sinto uma profunda raiva por tantas pessoas inocentes terem perdido suas vidas no terrorismo cruel e nefasto".